# Дистонія
Дистонія — неврологічний гіперкінетичний розлад, при якому спостерігаються надмірні скорочення м'язів, тремор, спазми тощо. Різні типи дистонії пов'язані з вродженими чи набутими порушеннями.

## Спадкові форми
Існує низка форм дистонії, що пов'язані з мутаціями в низці генів. Їх позначають акронімом DYT та номером, як наприклад DYT1, DYT27 тощо.
| Символ | OMIM        | Ген                        | Локус           | Інші назви                                                            |
| ------ | ----------- | -------------------------- | --------------- | --------------------------------------------------------------------- |
| DYT1   | OMIM 128100 | TOR1A                      | 9q34            | Рання торсійна дистонія                                               |
| DYT2   | OMIM 224500 | HPCA                       | 1p35-p34.2      | Автосомно-рецесивна первинна ізольована дистонія                      |
| DYT3   | OMIM 314250 | TAF1                       | Xq13            | Х-зв'язана дистонія-паркінсонізм                                      |
| DYT4   | OMIM 128101 | TUBB4                      | 19p13.12-13     | Автосомно-домінантна дисфонія шепоту                                  |
| DYT5a  | OMIM 128230 | GCH1                       | 14q22.1-q22.2   | Автосомно-домінантна дистонія, що лікується дофаміном                 |
| DYT5b  | OMIM 191290 | TH                         | 11p15.5         | Автосомно-рецесивна дистонія, що лікується дофаміном                  |
| DYT6   | OMIM 602629 | THAP1                      | 8p11.21         | Торсійна дистонія змішаного типу з пізнім початком                    |
| DYT7   | OMIM 602124 | невідомий                  | 18p (ненадійно) | Автосомно-домінантна фокальна дистонія з пізнім початком              |
| DYT8   | OMIM 118800 | MR1                        | 2q35            | Проксимальна дискінезія з дистонією, некінезіогенна дистонія          |
| DYT9   | OMIM 601042 | SLC2A1                     | 1p35-p31.3      | проксимальна дискінезія з дистонією                                   |
| DYT10  | OMIM 128200 | PRRT2                      | 16p11.2-q12.1   | Проксимальна дискінезія з дистонією                                   |
| DYT11  | OMIM 159900 | SGCE                       | 7q21            | Міоклонічна дистонія                                                  |
| DYT12  | OMIM 128235 | ATP1A3                     | 19q12-q13.2     | дистонія-паркінсонізм зі швидким початком                             |
| DYT13  | OMIM 607671 | невідомий, поблизу D1S2667 | 1p36.32-p36.13  | мультифокальна сегментарна дистонія                                   |
| DYT15  | OMIM 607488 | Невідомий                  | 18p11           | Міоклонічна дистонія, не пов'язана з мутацією SGCE                    |
| DYT16  | OMIM 612067 | PRKRA                      | 2q31.3          | Автосомно-рецесивна дистонія-паркінсонізм з раннім початком           |
| DYT17  | OMIM 612406 | невідомий, поблизу D20S107 | 20p11.2-q13.12  | Автосомно-рецесивна торсійна дистонія                                 |
| DYT18  | OMIM 612126 | SLC2A1                     | 1p35-p31.3      | проксимальна дискінезія з дистонією                                   |
| DYT19  | OMIM 611031 | можливо PRRT2              | 16q13-q22.1     | проксимальна дискінезія з дистонією                                   |
| DYT20  | OMIM 611147 | невідомий                  | 2q31            | Пароксимальна дискінезія з дистонією 2, некінезіогенна дистонія       |
| DYT21  | OMIM 614588 | невідомий                  | 2q14.3-q21.3    | генералізована/мультифокальна дистонія з пізнім початком              |
| DYT24  | OMIM 610110 | ANO3                       | 11p14.2         | Автосомно-домінантна краніо-цервікальна дистонія з вираженим тремором |

## Вторинні дистонії
Вторинні дистонії виникають як ускладнення на тлі спадкового нейродегенеративного захворювання. Серед цих захворювань:
- хвороба Вільсона
- ацерулоплазмінемія
- нейроакантоцитоз
- синдром Леша — Ніхана;
- гомоцистинурія
- хвороба Неймана — Піка типу С;
- хвороба Хартнупа
- GM1/GM2-гангліозидоз
- атаксія-телеангіектазія
- синдром Кокейна
- хвороба Гаучера
- синдром MELAS (мітохондріальна енцефалопатія, лактатацидоз, інсультоподібні епізоди — mitochondrial encephalomyopathy, lactic acidosis, and stroke-like episodes)
- синдром Лея (підгостра некротизуюча енцефаломіопатія);
- синдром Лебера (спадкова атрофія зорових нервів, нейроофтальмопатія);
- синдром Кернса — Сейра (пігментний ретиніт, прогресуюча зовнішня офтальмоплегія, повна атріовентрикулярна блокада);

Також вторинні дистонії можуть розвиватися як ускладнення інших нейродегенеративних захворювань, як-то хвороби Паркінсона, кортикобазальної дегенерації, мультисистемної атрофії, прогресуючого супрануклеарного паралічу. До них можуть призводити метаболічні захворювання (гіпопаратиреоїдизм, гіпертиреоїдизм), органічні ураження мозку (аноксія, об'ємні утвори, розсіяний склероз, артеріовенозні мальформації, травми), інфекційні захворювання (енцефаліт, туберкульозний менінгіт, церебральна малярія, інфекція M. pneumoniae, токсоплазмоз). До появи вторинних дистоній можуть призводити й токсичні впливи метанолу, ціанідів, CO, CO2, H2S, мікотоксинів, а також ураження тканин під впливом низки автоімунних захворювань: целіакії, хвороби Бехчета, системного червоного вовчака. Вторинні дистонії можуть свідчити про появу паранеопластичного процесу, зокрема канцероматозу органів шиї, молочних залоз, органів грудної порожнини. Поява дистонії може бути викликана побічними діями ліків, як наприклад, дофамінергічних препаратів, нейролептиків, антигістамінних препаратів, антидепресантів, анксіолітиків, тощо. протиепілептичних препаратів.

## Терапія
Для лікування первинних дистоній використовують метод глибокої стимуляції головного мозку.